# 피아노를 위한 일곱 개의 랜틀러 (베토벤)
피아노를 위한 일곱 개의 랜틀러, WoO 11은 루트비히 판 베토벤에 의해 쓰인 무곡 모음집이다.

## 개요
작품의 작곡 시기는 1799년경이며, 악보의 출판은 같은 해에 빈의 아르타리아 출판사를 통해 이루어졌다. 1799년 2월의 코다에 관한 스케치를 보면 두 개의 바이올린과 더블 베이스를 위한 여섯 개의 랜틀러, WoO 15와 매우 유사한 두 개의 바이올린과 베이스를 위한 버전이 존재했을 가능성이 있다. 그러나 악보의 흔적은 없다.

## 구성
전체 연주 소요 시간은 5분 정도 소요된다.
1. 랜틀러 (라장조)
2. 랜틀러 (라장조)
3. 랜틀러 (라장조)
4. 랜틀러 (라장조)
5. 랜틀러 (라장조)
6. 랜틀러 (라장조)
7. 랜틀러 (라장조)

## 관련 링크
- 피아노를 위한 일곱 개의 랜틀러, WoO 11 - 국제 악보 도서관 프로젝트(IMSLP)의 악보
- 올리 머스토넨에 의한 연주 음원 on YouTube